# RedTube
RedTube er en pornografisk hjemmeside, der blev lanceret den 25. april 2007. Hjemmesiden har en hovedserver i Amsterdam. Navnet til hjemmesiden er taget fra videodelingskanalen YouTube.
| Internet | Spire Denne internet-relaterede artikel er en spire som bør udbygges. Du er velkommen til at hjælpe Wikipedia ved at udvide den. |